# Pseudarbela celaena
Pseudarbela celaena är en fjärilsart som beskrevs av Bethune-Baker 1904. Pseudarbela celaena ingår i släktet Pseudarbela och familjen säckspinnare. Inga underarter finns listade i Catalogue of Life.